# Tex Williams
Tex Williams, pseudoniem voor Sollie Paul Williams (Ramsey (Illinois), 23 augustus 1917 — Newhall, 11 oktober 1985) was een Amerikaanse countryzanger die floreerde vanaf de jaren veertig.
Williams heeft een belangrijke bijdrage geleverd aan de opkomst van de op dans georiënteerde popstijl western swing. Hij is waarschijnlijk het meest bekend voor zijn talking blues-stijl. Zijn grootste hit is de noveltysong Smoke, smoke, smoke (that cigarette), te horen in de film Thank you for smoking (2006). In 1974 bracht hij in de VS het nummer "Fire and blisters" uit van de Belgische countryzanger-gitarist Bobbejaan Schoepen. Hij overleed aan alvleesklierkanker in 1985.

## Discografie
- 1955 - Dance-o-rama #5
- 1960 - Smoke, smoke, smoke (that cigarette)
- 1962 - Country music time
- 1963 - Tex Williams in Las Vegas
- 1966 - The voice of authority
- 1971 - A man called Tex
- 1974 - Those lazy hazy days

- Bibliothèque nationale de France: cb142394139 (data)
- Gemeinsame Normdatei: 134557832
- International Standard Name Identifier: 0000 0000 6657 0744
- Library of Congress Control Number: n82096234
- MusicBrainz: 52889ea9-1c52-487e-95a4-8c53f8322ca2
- Nationale Bibliotheek van Tsjechië: jx20071127026
- SNAC: w6c94n7v
- Système universitaire de documentation: 200386832
- Virtual International Authority File: 23487754
- WorldCat: E39PBJtMmKQcfFFQjwxp6wjKVC